# Роберт Цанев
Роберт Кънчев Цанев е български резбар, доцент в Националната художествена академия.

## Биография
Роден е на 9 април 1963 г. в Габрово. Син на прочутия резбар и скулптор проф. Кънчо Цанев и брат на проф. Петер Цанев. Завършва Националната гимназия за изящни изкуства „Илия Петров“ в София (1982) и ВИИИ „Николай Павлович“, специалност резба (1987) при проф. Антон Дончев. Между 1991 и 2003 г. е учител по дърворезба в Гимназията за приложни изкуства. Доцент в катедра „Резба“ на НХА (2003-).
Зам.-ректор на НХА.
Председател на секция „Дърворезба“ в Съюза на българските художници (1998–2002).
Участва в националните научни конференции „Приложно изкуство и художествен занаят“ (2010) и „От регионалното към националното“ (2012) в Трявна.

## Творчество
По-големи проекти
- 2001 – Иконостас и входна врата за параклис „Св. Мина“ в Онкологична болница, София
- 2003 – Иконостас и входна врата за параклис „Св. Николай“, с. Войводово
- 2006 – Два проскинитария в църквата „Св. Висарион Смоленски“, Смолян
- 2012 – Иконостас за параклис „Св. Иван Рилски“, София

Самостоятелни изложби
- 1996 – Изложба дървопластика „Junge Kunstwerk Start Galerie“ – Виена, Австрия
- 2014 – Изложба „Дървото – обект за изкуство“ – Унгарски културен институт, София
- 2014 – Изложба „Дървото – обект за изкуство“ – Български културен център, Будапеща, Унгария
- 2017 – „След Париж“ – галерия АртАлея, София

Участия в колективни изложби
- 1991 – Международно триенале на приложните изкуства – „Configura I“ – Ерфурт, Германия
- 1997 – Международен конкурс „Fujikasai – Art Spase“ – летище Осака, Япония
- 2005 – Международен конкурс „Европейска среща на скулптурата“ – Монтобан, Франция
- 2007 – Изложба „Традиция и приемственост“, дървопластика – Национална художествена галерия, отдел Старо българско изкуство – Крипта, София
- 2013 – Изложба в галерия „Арт алея“ – „Кубът“
- 2014 – „Небесни пътища – Via Pontica“ – Градска художествена галерия, Варна
- 2015 – Международна изложба дърворезба – Световен ден на дървото, Одунпазари – Ескишехир, Турция
- 2015 – Шесто международно биенале на изкуствата – Пекин, Китай
- 2016 – Осмо международно биенале на малките форми – Плевен, диплом
- 2017 – Пето международно биенале на скулптурата Солон – фестивал за съвременна скулптура на открито, Франция
- 2017 – Деветнадесето международно артбиенале – Сервейра, Португалия

Пленери
- 2000 – Централноевропейски международен пленер – Таиа, Унгария
- 2002 – Седми международен симпозиум по дървопластика – Бриенц, Швейцария
- 2010 – Международен пленер по дървопластика и живопис – Баня Лука, Република Босна и Херцеговина
- 2011 – Международен симпозиум ФОРМА, Трявна
- 2011 – Международна лятна академия и скулптурен симпозиум в Творческа база на НХА, Ахтопол
- 2012 – Трети национален пленер по дървопластика – Бяла
- 2012 – Трети международен симпозиум по дървопластика – Лутах/Арнтал, Италия
- 2013 – Осемнайсети международен симпозиум по дървопластика – Санкт Блазиен, Германия
- 2014 – Двайсет и трети международен фестивал по скулптура „Камий Клодел“ Ла Брес, Франция
- 2014 – Тринайсети международен скулптурен симпозиум в дърво, Кастело Тезино, Италия
- 2015 – Международен фестивал на дърворезбата – симпозиум, Одунпазари-Ескишехир, Турция
- 2015 – Шести международен симпозиум по дървопластика – Лутах/Арнтал, Италия
- 2015 – Двайсет и шести международен симпозиум по скулптура в дърво „Ясна поляна“
- 2016 – Двайсет и четвърти международен пленер „Погановски манастир“, Сърбия
- 2016 – Първи международен симпозиум по дървопластика и камък Шварценберг, Германия
- 2017 – Международен симпозиум по дървопластика „Трансилвания“, Балваньош, Румъния
- 2017 – Пето международно биенале на скулптурата Солон – фестивал за съвременна скулптура на открито, Франция – симпозиум.

Резиденции
- 1989 – Galeria der Stadt Esslingen am Neckar „Villa Merkel“, Deutschland
- 2015 – Cite Internationale des Arts Paris, France

Негови творби са собственост на Националната художествена галерия в София, Ямболската художествена галерия, Художествената галерия в Еслинген ам Некар, частни колекции в Австрия, Германия, САЩ, Южна Корея, Япония, Унгария, Испания и България.

## Признание и награди
- 2010 – Награда на СБХ на Националната изложба „Дървопластика“, Велико Търново
- 2010 – Premio Internazionale d’Arte „Solstizio d’estate“ con il tema: Percezione di mondi segreti – Cittе di Castello, Perugia, Italia – трета награда
- 2012 – Награда на Столична община, район „Изгрев“ за постижения в областта на визуалните изкуства